# Ostrovec (Velečín)
Ostrovec (dříve Janov, německy Johannesdorf) je vesnice, část obce Velečín v severní části okresu Plzeň-sever v Plzeňském kraji. Leží 4,5 kilometru severovýchodně od Žihle. V roce 2011 zde trvale žili čtyři obyvatelé.
Ves sousedí jen s Velečínem na západě. Ostrovec leží v přírodním parku Jesenicko, severně od vsi – ale již v okrese Rakovník – leží přírodní památka Ostrovecká olšina. Vsí protéká Ostrovecký potok.

## Historie
První písemná zmínka o vesnici pochází z roku 1352.

## Obyvatelstvo
Při sčítání lidu v roce 1921 zde žilo 113 obyvatel (z toho šedesát mužů), z nichž byli tři Čechoslováci a 110 Němců. Až na jednoho evangelíka se hlásili k římskokatolické církvi. Podle sčítání lidu z roku 1930 měla vesnice 116 obyvatel: šest Čechoslováků a 110 Němců. Kromě tří lidí bez vyznání se hlásili k římskokatolické církvi.
| Rok            | 1869 | 1880 | 1890 | 1900 | 1910 | 1921 | 1930 | 1950 | 1961 | 1970 | 1980 | 1991 | 2001 | 2011 | 2021 |
| -------------- | ---- | ---- | ---- | ---- | ---- | ---- | ---- | ---- | ---- | ---- | ---- | ---- | ---- | ---- | ---- |
| Počet obyvatel | 94   | 104  | 95   | 103  | 102  | 113  | 116  | 47   | 50   | 25   | 17   | 10   | 10   | 4    | 10   |
| Počet domů     | 16   | 18   | 18   | 19   | 18   | 20   | 24   | 20   | 20   | 11   | 10   | 21   | 22   | 5    | 24   |

## Obecní správa
Při sčítání lidu v letech 1869–1980 Ostrovec byl částí obce Velečín, se kterým patřil nejprve do okresu Podbořany, ale v letech 1961–1980 v okrese Plzeň-sever. Od 1. července 1980 do 31. prosince 1991 byly částí obce Žihle v okrese Plzeň-sever. Od 1. ledna 1992 je opět částí obce Velečín v okrese Plzeň-sever.

## Pamětihodnosti
- Kostel svatého Jana Křtitele